# Xorides pictus
Xorides pictus là một loài tò vò trong họ Ichneumonidae.